# Dicotiledónea
As Magnoliopsidas ou dicotiledôneas formam uma classe pertencente à divisão Magnoliophyta, ou plantas com flor, cujo embrião (semente) contém dois ou mais cotilédones. Outras características incluem raiz axial e folhas com nervação reticulada. As partes florais podem ser pentâmeras (mais frequentemente), às vezes tetrâmeras e, raramente, trímeras ou monômeras.
As plantas com flor que não são dicotiledóneas, são monocotiledóneas.
Acreditava-se que as monocotiledôneas teriam se desenvolvido (evoluído) a partir das dicotiledôneas, entretanto estas formam um grupo parafilético, ou seja, incluem algumas formas que são mais relacionadas geneticamente com as monocotiledóneas do que com alguns grupos das próprias dicotiledôneas. A maior parte, contudo, forma um grupo monofilético, chamado de eudicotiledóneas ou tricolpados. Essas podem ser distinguidas de todas as outras plantas com flor pela estrutura do seu pólen. Os grupos basais das angiospermas e as monocotiledóneas têm pólen monosulcado ou formas derivadas destas, enquanto que as eudicotiledóneas têm pólen tricolpado e formas derivadas.
Tradicionalmente, as dicotiledóneas foram consideradas como uma classe, designada originalmente de Dicotyledoneae, mas foram posteriormente renomeadas para Magnoliopsida, usando como tipo o gênero Magnolia. A classificação das dicotiledóneas tem sofrido uma revisão profunda à medida que se vão conhecendo as relações filogenéticas entre elas.
Atualmente, não se aceita o nome "Dicotiledôneas", pois, como já dito anteriormente, as plantas aí anteriormente colocadas formam um grupo parafilético e a tendência atual é se aceitar apenas táxons que representem grupos monofiléticos (veja por exemplo, Dias et al. 2005, Taxon 54: 1039-1040).
Segue-se a lista das ordens de que é composta, segundo os novos sistemas de classificação e segundo o antigo sistema de Cronquist.
| Novo sistema - APG | Sistema de Cronquist |
| Grupo basal de dicotiledóneas (paleodicotiledóneas) - Amborellales - Nymphaeales - Austrobaileyales - Chloranthales - Ceratophyllales Grupo basal de Dicotiledóneas magnoliídeas (Magnoliidae) - Magnoliales - Laurales - Piperales - Aristolochiales - Canellales Grupo basal de eudicotiledóneas - Ranunculales - Buxales - Trochodendrales - Proteales - Gunnerales - Berberidopsidales - Dilleniales - Caryophyllales - Saxifragales - Santalales - Vitales Grupo basal de rosídeas - Crossosomatales - Geraniales - Myrtales Eurosídeas I - Zygophyllales - Celastrales - Malpighiales - Oxalidales - Fabales - Rosales - Cucurbitales - Fagales Eurosídeas II - Brassicales - Malvales - Sapindales Grupo basal de asterídeas - Cornales - Ericales Euasterídeas I - Garryales - Solanales - Gentianales - Lamiales - Não classificado: Boraginaceae Euasterídeas II - Aquifoliales - Apiales - Dipsacales - Asterales | Magnoliidae - Magnoliales - Laurales - Piperales - Aristolochiales - Illiciales - Nymphaeales - Ranunculales - Papaverales Hamamelidae - Trochodendrales - Hamamelidales - Daphniphyllales - Didymelales - Eucommiales - Urticales - Leitneriales - Juglandales - Myricales - Casuarinales Caryophyllidae - Caryophyllales - Polygonales - Plumbaginales Dilleniidae - Dilleniales - Theales - Malvales - Lecythidales - Nepenthales - Violales - Salicales - Capparales - Batales - Ericales - Diapensiales - Ebenales - Primulales Rosidae - Rosales - Fabales - Proteales - Podostemales - Haloragales - Myrtales - Rhizophorales - Cornales - Santalales - Rafflesiales - Celastrales - Euphorbiales - Rhamnales - Polygalales - Sapindales - Geraniales - Apiales Asteridae - Gentianales - Solanales - Lamiales - Callitrichales - Plantaginales - Scrophulariales - Campanulales - Rubiales - Dipsacales - Calycerales - Asterales |

## Como diferenciar uma dicotiledónia de uma monocotiledónia
Abaixo estão algumas características que podem ser usadas para diferenciar os dois grupos mais evoluídos de angiospermas:
| Característica                             | Dicotiledónia                    | Monocotiledónia             |
| ------------------------------------------ | -------------------------------- | --------------------------- |
| Número de Cotilédonos                      | 2                                | 1                           |
| Sistema Radicular                          | Pivotante                        | Fasciculado                 |
| Nervação Foliar                            | Reticulado                       | Paralela                    |
| Grão de Pólen                              | Com três poros                   | Com um poro                 |
| Número de Pétalas em relação ao de sépalas | Multiplos de 4 ou 5 (usualmente) | Múltiplos de 3 (usualmente) |
| Crescimento secundário                     | Presente                         | Ausente                     |